# 奎特曼 (阿肯色州)
奎特曼（英語：Quitman）是一個位於美國阿肯色州克利本縣和福克納縣的城市。

## 地理
奎特曼的座標為35°22′52″N 92°13′05″W / 35.38111°N 92.21806°W，而該地的平均海拔高度為591米（即180英尺）。

## 人口
根據2020年美國人口普查的數據，奎特曼的面積為4.91平方千米，皆為陸地。當地共有人口694人，而人口密度為每平方千米141人。